# Esanatoglia
Esanatoglia település Olaszországban, Marche régióban, Macerata megyében. Lakosainak száma 1899 fő (2023. január 1.). Esanatoglia Fiuminata, Matelica és Fabriano községekkel határos.

## Népesség
A település lakossága az elmúlt években az alábbi módon változott:
| Lakosok száma | 1990 | 1963 | 1899 |
|               | 2017 | 2018 | 2023 |